# Der Wunderdoktor (Roman)
Der Wunderdoktor (russisch Предтеча / Predtetscha) ist ein satirischer Roman des russischen Schriftstellers Wladimir Makanin, der 1983 im Moskauer Verlag „Sowjetischer Schriftsteller“ (russisch Советский писатель) erschien. Die Übertragung ins Deutsche von Willi Hoepp brachte Volk und Welt 1984 in Berlin heraus.
Unentgeltlich kuriert in dieser Posse ein vorbestrafter Quacksalber unheilbar Kranke.

## Überblick
Sergej Stepanowitsch Jakuschkin hatte nicht gleich nach dem Kriege, sondern erst als Vierzigjähriger Marja Iwanowna geheiratet. Als Jakuschkin mit dem Bau von Datschen für Moskauer das große Geld verdiente, war seine Frau bereits krank. Marja starb, als Jakuschkin seine lange Haftstrafe in einem sibirischen Besserungs- und Arbeitslager verbüßte. Der Moskauer Unternehmer hatte Baumaterialien veruntreut. Aus der Ehe war Lena, Lenotschka gerufen, hervorgegangen – zur Handlungszeit bereits eine 25-jährige tüchtige Programmiererin an einem Forschungsinstitut, mit einem Ingenieur verheiratet.
Mit seinem Freund Sotow, einem Banditen, musste Jakuschkin in der Taiga Baumstämme verarbeiten. Als Jakuschkin dabei einen Balken auf den Schädel bekam, wusste er auf einmal, was Wahrheit ist. Mehr noch – seine darauf bauende putzige Philosophie machte ihn in Moskau, nach verbüßter Strafe zurückgekehrt, zeitweise zum erfolgreichen und deshalb begehrten Heiler. Wie die seltene Gabe kam, verging sie auch unerklärlicherweise wieder. Nach Wladimir Makanin hing die heilerische Potenz Jakuschkins mit dem Strömen seiner Psychoenergie zusammen. Zu seinen besten Zeiten habe Jakuschkins „psychologisches Feld“ Moskau „kilometerweit überspannt“. Bei dem Versuch, die schlagartig geschwundene Heilkraft wiederzugewinnen, stirbt der medizinische Autodidakt.

## Inhalt
Oben erwähnten Arbeitsunfalles wegen bezieht der inzwischen greisenhaft magere, aber noch rüstige Jakuschkin Invalidenrente. Jene Wahrheits-Philosophie des ärztlicherseits als schizophren eingestuften Jakuschkin erweist sich viel schlagkräftiger gegen den Krebs als seine Allheilmittel schwacher Johanniskrauttee und immer wieder Zahnpulver als „Grundnahrung“ und natürlich als „Schutzwall gegen die Mikroorganismen“. Obwohl der Wunderdoktor mit „Achtklassenschulbildung“ „höheres Wissen“ besitzt als die Ärzte, lässt er auf deren Drängen – bescheiden, wie er manchmal erscheint – im Nervensanatorium eine Insulin-Kur über sich ergehen. Der behandelnde Arzt, ein gewisser Potjanitschew, hat Glück. Gegen Ende der Kur staunt Jakuschkins Zimmerkamerad nicht schlecht. Der mit Insulin Vollgepumpte bekommt nach einer „Schweigsamkeitsperiode“ seine „aktive Periode“. Jakuschkin dreht den Spieß um. Der Patient behandelt „auf dem Höhepunkt seiner Redseligkeitsperiode“ das Asthma des Arztes. Letzterer lässt eine Probe der Wunderheilkunst über sich ergehen. Diese Philosophie von der richtigen Lebensweise nennt Jakuschkin fortan System. Das Wort gefällt ihm. Er hat es von den Kurärzten aufgeschnappt. Potjanitschew muss erkennen, er wurde von dem Quacksalber mit „brutaler Unerbittlichkeit“ geheilt; auf ihn wurde „geistiger Druck“ ausgeübt: Jakuschkin zerbricht die Krankheit des aktuellen Patienten in seinem „psychologischen Feld“.
Vornehmlich wird Jakuschkin nach der Heilung von ein paar Krebspatienten bekannt, die entweder von den Ärzten aufgegeben worden waren oder die sich nicht unters Messer legen wollten. Da leidet K. an Magenkrebs und wird von Jakuschkin nach etwa vier Wochen „Behandlung“ geheilt. Der Heiler nimmt sich auch anderer Krankheiten an. Der 54-jährige Chefingenieur A. J. Tschermnych leidet an einer starken Niereninsuffizienz. Nachdem Jakuschkin den Patienten geheilt hat, wird er von ihm im folgenden Sommer an die Ufer des Jenissei eingeladen. Als der große Heiler dort ein paar Tage durch die sibirische Landschaft gefahren wird, verschweigt er wohlweislich, dass er diese schönen Gegenden bereits einmal wider Willen als Waldarbeiter kennenlernen musste.
Dank zeigt nicht jeder Gesundete. Jakuschkin schickt jeden Geheilten fort aus der Stadt. Brav reist ein ehemals krebskranker Meister in einer Waschmaschinen-Reparaturwerkstatt mit seiner Frau ab nach Westsibirien und will seinen Wohltäter auf einmal kaum noch kennen.
Unter „Jakuschkins magischer Anziehung“ hält eine treue Adeptenschar den Wunderheiler für einen Halbgott. Der junge Student Kusowkin, einer der eifrigsten Jakuschkin-Jünger, schreibt den Sermon des Meisters  vom „Neutrino in unserer Seele“ mit und möchte vor Ehrfurcht beinahe erstarren, wenn der Halbgott Fliegende Untertassen als Realität hinstellt. Die knapp 40-jährige alleinstehende Apothekerin Inna Galkina steigt zu Jakuschkin ins Bett. Fehlanzeige. Der Meister lässt verlauten, er schliefe nur mit seiner Frau. Die ist bekanntlich verstorben. Jakuschkins Lungenkrebs-Patient, der 40-jährige Techniker Deriglotow, hat sich, als es wahrscheinlich noch Zeit war, von den Medizinern nicht operieren lassen. Der erste Rat des Heilers: verzichte „aufs hektische Stadtleben“. Deriglotow, ein Mann wie ein Baum, wird von Neuankömmlingen als Bodyguard des Heilers verkannt.

## Zitate
- Zwei Credos des zornigen Propheten Jakuschkin an die Adresse seiner Patienten:
  - „...ihr müßt noch und noch lieben, bis ihr Menschen werdet!“[3]
  - „Wer nicht materiellen Gütern nachjagt, wird nie an einem schweren Leiden erkranken.“[4]

## Form
Lena und ihr Ehemann haben einen fünfjährigen Sohn – Wowka. Lenas Ehe mit dem Ingenieur ist entzwei. Der verkrachte Medizinstudent Koljanja Anikejew macht sich an die begehrenswerte Lena heran. „Der obdachlose alleinstehende Koljanja“ wurde auch von der journalistischen Fakultät abgewiesen, schreibt aber über den ganzen Roman hinweg zunehmend mit Erfolg Zeitungsartikel über „Volksmedizin“. Nicht nur Lenas Vater, den Koljanja insgeheim einen Scharlatan und Dilettanten schimpft,  wird zum Gegenstand der Pamphlete. Zum Volksmediziner hochstilisiert werden von Koljanja  auch der Mikrobiologe Suchanzew, der Homöopath Schaginjan und der autodidaktische Heilpraktiker Karawajew. Während die Episoden um Jakuschkin meistenteils erzählerisch herausgearbeitet sind, handelt es sich bei den anderen drei Herren mit um repetierende Aufzählung medizinischer Fälle. Koljanja erscheint einerseits als eine Figur, hinter der sich vermutlich Wladimir Makanin versteckt, wenn er die Wunderheilkunde verurteilt. Andererseits bewundert der Schreiberling Koljanja die Willenskraft des Heilers: „Durch Ihren Willen befreien sie den Menschen von seiner Angst, und dann wird er von allein gesund...“
Das todernste Thema wird durchweg spaßig vorgetragen. Koljanja versteht den Vater seiner Geliebten: „Sie zerstören die Krebszellen durch Flüssigkeitsentzug und Hunger... Die Geschwulst wird vernichtet, doch der Kranke geht ebenfalls drauf.“
Die erzählte Zeit läuft über Monate, wenn nicht über ein paar Jahre: Der Student Kusowkin diplomiert und arbeitet als Ingenieur.

## Deutschsprachige Ausgaben
- Wladimir Makanin: Der Wunderdoktor. Roman. Aus dem Russischen von Willi Hoepp. Volk und Welt, Berlin 1984. (verwendete Ausgabe)